# Monaster Zaśnięcia Matki Bożej w Jewiach
Monaster Zaśnięcia Matki Bożej – męski klasztor prawosławny w Jewiach, działający między XIV a XIX wiekiem. 
Fundatorką monasteru według tradycji była żona Giedymina Jewna. W XV–XVI w. klasztor przeżywał swój rozkwit. Pozostawał pod opieką prawosławnych rodów litewsko-ruskich. Przy monasterze działała szkoła z językiem ruskim jako wykładowym. Przestała ona istnieć po r. 1569. W miarę przyjmowania katolicyzmu (w obrządku unickim lub łacińskim) przez rody będące dotąd mecenasami klasztoru jego sytuacja materialna pogarszała się, a znaczenie spadało. W II połowie XVI w. drewniana cerkiew monasterska była już w złym stanie, a w klasztorze pozostało tylko kilku mnichów. Po zamknięciu drukarni wileńskiego bractwa Świętego Ducha została ona przeniesiona do monasteru w Jewiach. Sam klasztor stał się jedną z placówek filialnych monasteru Świętego Ducha w Wilnie i pozostał prawosławny mimo sukcesywnego przyjmowania unii przez kolejne monastery w Rzeczypospolitej. Zamknięty w 1806. Klasztorna cerkiew pozostała czynna jako parafialna.